# Чемпіонат світу із шахів

Діаграма, яка показує роки, коли шахісти-чемпіони володіли титулом

Чемпіо́нат сві́ту із ша́хів — змагання за титул офіційного чемпіона світу із шахів. З 1948 року змагання за титул чемпіона проходять під егідою ФІДЕ. Поточний чемпіон — Гукеш Доммараджу. 
Першим заходом, який загалом визнають чемпіонатом світу,  став матч за звання чемпіона світу із шахів 1886, у якому взяли участь тодішні найсильніші шахісти світу — Вільгельм Стейніц та Йоганн Цукерторт. Стейніц переміг та став першим чемпіоном світу. У 1886–1947 роках чемпіон висував умови, матчі за чемпіонство проводили за взаємною згодою чемпіона і претендента. Після смерті Олександра Алехіна у 1946 році, ФІДЕ почало керувати чемпіонством. Першим чемпіоном світу ФІДЕ став Михайло Ботвинник у 1948 році, отримавши перемогу над чотирма претендентами в турнірі. Між 1993 та 2006 роками титул був розділеним через конфлікт Гаррі Каспарова з ФІДЕ. 
Чемпіонат світу відкритий для всіх гравців, проте є окремі титули для жінок, юніорів, дітей та літніх людей; існує чемпіонат серед комп'ютерів. Також існують чемпіонати різних типів, наприклад, чемпіонат світу з бліцу.

## Неофіційні чемпіони
Головні правила шахів були сформовані до XV–XVI століття. Тоді головними шахістами були майстри епохи Відродження, які творили в Італії та Іспанії.
Про силу тодішніх гравців можна здогадуватись, переглянувши книги, видані шаховими теоретиками у XV–XVII століттях:
- Франсеск Вісент — Libre dels jochs partits dels scachs en nombre de 100 ordenat é compost per mi Francesch Vicent… (кат. «Книга про гру в шахи, що містить 100 шахових партій, упорядкована та написана мною, Франсеском Вісентом…», Валенсія, 1495)
- Луїс Рамірес де Лусена — Repetición de amores y arte de ajedrez (ісп. «Повторення любові і мистецтво шахів», Саламанка, бл. 1497)
- Педро Даміано — Il Libro da imparare giocare a scachi et de li partiti (італ. «Книга науки гри в шахи», Рим, 1512)
- Руї Лопес — Libro de la invención liberal y arte del juego del Axedrez (ісп. «Книга про винахідливість і мистецтво гри в шахи», Алькала 1561)
- Алессандро Сальвіо — італ. Trattato dell'Inventione et Arte Liberale del Gioco Degli Scacchi (Неаполь, 1604)
- Джоакіно Ґреко — італ. Tratato del nobilissimo e militare esercitio de Scacchi nel quale se contengano molti bellisimi Tratti e la vera Scienza, бл. 1617–1620

### Ґреко
Джоакіно Ґреко (*бл. 1590/1600 — †бл. 1634), який дістав прізвисько «Калабрієць» (походив з історичної області Калабрія, в античні часи населеної греками). Його вважають найсильнішим шахістом 1-ї пол. XVII ст. Йому не було рівних в Італії, а подорожуючи Європою, він перемагав суперників у Парижі, Мадриді, Нансі та Лондоні.
Загалом рівень гри тодішніх шахістів був низьким — вони нехтували розвитком композицій фігур і вже з перших ходів намагалися заматувати короля суперника. Повних і достовірних партій збереглося мало — наприклад, у рукописах Ґреко більшість партій були не справжніми, а переробленими позиціями, на яких він вчив як треба використовувати помилки суперника.

### Філідор
Француз Франсуа-Андре Данікан Філідор (1726–1795) був найсильнішим шахістом світу XVIII століття. Ще протягом 1740-х років, у підлітковому віці, він здобуває репутацію найкращого гравця Парижа, у 1747-му здійснює поїздку до Лондона, де впевнено перемагає всіх своїх суперників. Головні постулати він виклав у своїй книзі «Аналіз шахової гри» (1749). Книга стала найкращим шаховим посібником XVIII століття. Французький майстер одним із перших довів потрібність загального розвитку фігур, основою для яких має бути просування пішаків. Саме Філідорові належить відомий вислів «Пішаки — душа партії».
У наступних виданнях «Аналізу» шахіст додав ще й деякі основи гри у міттельшпілі та ендшпілі. Тоді як більшість шахістів намагалося відразу захопити ініціативу і заматувати ворожого короля, Філідор показав наскільки важливим є розвиток фігур і хороша позиція не лише на початку, а й у середині та кінці партії. Таких глибоких і ґрунтовних досліджень не проводив жоден шаховий теоретик того часу.

## Офіційні чемпіони

### До ФІДЕ
У 1886 році відбувся перший офіційний матч за звання чемпіона світу з шахів. У цьому матчі  Вільгельм Стейніц переміг  Йоґана Цукерторта з рахунком +10-5=5 і тримав свій титул аж до 1894 р. Матч проходив у трьох американських містах (Нью-Йорк, Сент-Луїс, Новий Орлеан). Стейніц тричі захищав свій титул у матчах проти:
- Михайла Чигоріна (Гавана, 1889) +10-6=1
- Ісидора Ґунсберґа (Нью-Йорк, 1890/1891) +6-4=9
- Михайла Чигоріна (Гавана, 1892) +10-6=1

Новий чемпіон зумів зберегти свою перевагу, тому що він розвивав нові принципи мітельшпілю, особливо в закритих або напівзакритих позиціях. Стейніц казав, що його «сучасну школу» веде дві передумови: перше, що природний результат гри — нічия через властивий баланс між силами білих і чорних і, по-друге, що повна поразка — межа, але не перше завдання гри.
Стейніц почав свою кар'єру як тактичний, комбінаційний, гравець в стилі Морфі. Але пізніше він став майстром у позиціях, в яких центр повністю або частково блоковано нерухомими пішаками. Стейніц пробував відповісти, чому деякі напади закінчуються успіхом, не зважаючи на те, який майстерний захисник, тоді як інші зазнають невдачі, не зважаючи на те, який талановитий нападник. Він додавав, що невдалий напад часто призводить до поразки для нападника, чиї сили раптово стають невдало координованими при контратаці.
Стейніц зробив висновок, що в типовій позиції кожна сторона має певні маленькі переваги, які балансують одна одну. Напад виправданий тільки тоді, коли баланс порушено або шахіст зробив грубу помилку, яку можна використати. Перевага Морфі в розвитку фігур була одним із шляхів порушення балансу. Але у 1870-ті, після того, як з партіями Морфі ознайомилися всі майстри, отримати перевагу в розвитку фігур ставало все важче і важче.
У 1894 році Стейніц програв двобій за шахову корону німцю  Еммануїлу Ласкеру з рахунком +10-5=4 на користь Ласкера. Згодом Ласкер шість разів захищав свій титул у матчах проти:
- Вільґельма Стейніца (Москва, 1896/1897) +10-2=5
- Френка Маршалла (США, 1907) +8-0=7
- Зіґберта Тарраша (Німеччина, 1908) +8-3=5
- Давіда Яновського (Париж, 1909) +7-1=5
- Карла Шлехтера (Відень-Берлін, 1910) +1-1=8
- Давіда Яновського (Берлін, 1910) +8-0=3

1921 року в Гавані Ласкер зазнав поразки у матчі проти кубинця  Хосе Рауля Капабланки з рахунком +4-0=10 на користь Капабланки. У 1927 році Капабланка поступився титулом чемпіона росіянину Олександру Алехіну, програвши матч у Буенос-Айресі з рахунком +6-3=10 на користь Алехіна. Олександр Алехін двічі захищав титул у двобоях проти Юхима Боголюбова:
- Боголюбов Юхим (Німеччина-Нідерланди, 1929) +11-5=9
- Боголюбов Юхим (Німеччина, 1934) +8-3=13

У 1935 році Алехін поступився чемпіонським титулом голландцю Максу Ейве. Матч відбувся у Нідерландах та завершився з рахунком +9-8=15 на користь Ейве. За два роки Алехін повернув собі титул чемпіона світу вигравши матч-реванш, який також проходив у «країні тюльпанів» та завершився з рахунком +10-4=11 на користь Алехіна.
Алехін дав принципову згоду на матч проти чемпіона СРСР — Михайла Ботвинника, але 24 березня 1946 р. французький гросмейстер помер.

### Під егідою ФІДЕ
Після смерті Олександра Алехіна у 1946 році шаховий світ вперше залишився без чемпіона. Згідно з рішенням 18-го конгресу ФІДЕ (Гаага, 1947), у зв'язку з необхідністю виявлення нового чемпіона світу, було організовано матч-турнір серед 5 найсильніших на той час гросмейстерів. Турнір відбувся у 1948 році. У ньому брали участь: М. Ботвинник, П. Керес, В. Смислов (усі — СРСР), С. Решевський (США) та ексчемпіон світу М. Ейве (Нідерланди). Від участі у турнірі відмовився Р. Файн (США). Змагання відбулося за круговою системою у 5 етапів. Перші два тури відбулися у Гаазі, решта — у Москві. За результатами матч-турніру чемпіоном світу став М. Ботвинник, що випередив найближчого переслідувача на 3 очки.
Після цього Михайло Ботвинник двічі захищав свій титул у матчах проти:
- Д. Бронштейна (Москва, 1951) +5-5=14
- В. Смислова (Москва, 1954) +7-7=10

У 1957 році Ботвинник програв двобій за шахову корону В. Смислову з рахунком +6-3=13 на користь Смислова. Але за рік повернув собі корону, вигравши матч-реванш з рахунком +7-5=11.
1960 року Ботвинник програв двобій за шахову корону М. Талю з рахунком +6-2=13 на користь Таля. Але за рік повернув собі корону вигравши матч-реванш з рахунком +10-5=6.
У 1963 році Михайло Ботвинник програв двобій за шахову корону Т. Петросяну з рахунком +5-2=15 на користь Петросяна. Петросян один раз відстояв свій титул у двобої проти:
- Б. Спаського (Москва, 1969) +4-3=17.

1969 року Т. Петросян програв двобій за шахову корону Б. Спаському з рахунком +6-4=13 на користь Спаського.
У 1972 році Б. Спаський програв двобій за шахову корону американцю Р. Фішеру з рахунком +7-3=1 на користь Фішера.
1975 року Фішер відмовився грати матч з офіційним претендентом та був позбавлений свого титулу. Шахова корона перейшла до претендента — А. Карпова.
А. Карпов тричі захищав свій титул у матчах проти:
- В. Корчного (Багіо, 1978) +6-5=21
- В. Корчного (Мерано, 1981) +6-2=10
- Г. Каспарова (Москва, 1984–1985) +5-3=40 (матч перервано рішенням ФІДЕ)

У 1985 році А. Карпов поступився своїм титулом  Г. Каспарову програвши двобій з рахунком +5-3=16 на користь Каспарова
Г. Каспаров чотири рази захищав свій титул у матчах з Анатолієм Карповим: Москва, 1985 (+5-3=16), Лондон-Ленінград, 1986 (+5-4=15), Севілья, 1987 (+4-4=16), Нью-Йорк-Ліон (+4-3=17).
1993 року мав відбутись наступний матч на першість світу з шахів, між Гаррі Каспаровим та Найджелом Шортом, але обидва контрагенти відмовилися грати під егідою ФІДЕ. У результаті ФІДЕ провела свій матч на першість світу, поміж останніми суперниками Шорта у претендентських матчах — Яном Тімманом та Карповим. Карпов виграв той матч. Того ж року Каспаров і Шорт зіграли свій матч, в якому Каспаров упевнено переміг. Так почався час двох чемпіонатів світу із шахів, що історично йменують "чемпіонати ФІДЕ" та "класичні чемпіонати".
Чемпіонати ФІДЕ 1996 та 1998 років проводилися за схожою схемою попередніх чемпіонатів. В обох переміг діючий чемпіон Карпов — проти Камського та Ананда. 1999 року ФІДЕ змінила формат чемпіонату з матчів на нокаут. Карпов відмовився грати в нокауті, а чемпіоном за нокаут-системою став Олександр Халіфман, що обіграв Володимира Акопяна у фіналі. Надалі нокаут-чемпіонати було проведено (перший названий фіналіст-переможець): 2000 (фінал: Ананд - Широв), 2002 (Пономарьов - Іванчук) та 2004 (Касимджанов - Адамс) року. 2005 року ФІДЕ знову змінила формат — цей чемпіонат грався як турнір у два кола і його виграв Веселін Топалов.
В цей час класичні чемпіонати відбувались рідше: 1995 року Каспаров відстояв своє звання проти Ананда; 1998 Широв виграв матчі претендентів, але не зміг знайти спонсорів на матч із Каспаровим. 2000 року Каспаров нарешті зіграв проти третього на той час за рейтингом шахіста — Володимира Крамника — та несподівано програв йому. 2004 року Крамник захистив свій титул проти угорця Петера Леко.
Протягом усього цього часу було багато зусиль об’єднати титул чемпіона — були підписані Празькі домовленості, за якими чемпіон ФІДЕ повинен був зіграти з Каспаровим, а переможець цього матчу — з класичним чемпіоном. Але ані матчу Каспаров-Пономарьов, ані матчу Каспаров-Касимджанов не було зіграно. 2005 року Каспаров оголосив про свій відхід від професійних шахів. Це полегшило процес об’єднання титулів, і 2006 року було проведено об’єднувальний матч між Крамником і Топаловим. Крамник переміг і вперше від 1993 року став безперечним чемпіоном світу з шахів. 2007 року було проведено чемпіонат-турнір (що був запланований ФІДЕ ще до об’єднання), і цей турнір виграв Ананд. За статутом чемпіонату, Крамник отримав шанс повернути чемпіонський титул у матчі з новим чемпіоном, але Ананд здобув переконливу перемогу. Ананд надалі захистив свій титул проти Топалова (2010) та Гельфанда (2012). 2013 року нова зірка на шаховому небосхилі, Магнус Карлсен, переконливо переміг Ананда (3 перемоги, 7 нічиїх, без поразок), і став новим чемпіоном світу. 2014 року Карлсен захистив своє звання, знову проти Ананда. Карлсен захищає звання чемпіона у 2016 та 2018 роках проти Карякіна та Каруани відповідно, та у грудні 2021 року у Дубаї проти Яна Непомнящого.

## Список матчів
| № | Рік     | Місце проведення | Діючий чемпіон        | Рахунок      | Претендент | +                | -                | =                | Формат                                                                      |
| --- | ------- | --- | --------------------- | ------------ | --- | ---------------- | ---------------- | ---------------- | --------------------------------------------------------------------------- |
| Неофіційні чемпіонати світу (1834-1866) |         | |                       |              | |                  |                  |                  |                                                                             |
| 1 | 1834    | Лондон | Луї Лабурдонне        | 51½:31½      | Александр Макдоннелл | 45               | 27               | 13               |                                                                             |
| 2 | 1843    | Париж | Говард Стаунтон       | 13:8         | П'єр де Сент-Аман | 11               | 6                | 4                |                                                                             |
| 3 | 1846    | Лондон | Говард Стаунтон       | 15½:8½       | Бернхард Горвіц | 14               | 7                | 13               |                                                                             |
| 4 | 1858    | Париж | Адольф Андерсен       | 3:8          | Пол Морфі | 2                | 7                | 2                |                                                                             |
| 5 | 1866    | Лондон | Адольф Андерсен       | 6:8          | Вільгельм Стейніц | 6                | 8                | 0                |                                                                             |
| Офіційні чемпіонати світу (1886-1946) |         | |                       |              | |                  |                  |                  |                                                                             |
| 1 | 1886    | Нью-Йорк, Сент-Луїс, Новий Орлеан                                                                                   | Вільгельм Стейніц     | 12½:7½       | Йоганн Цукерторт | 10               | 5                | 5                | До 10 перемог                                                               |
| 2 | 1889    | Гавана | Вільгельм Стейніц     | 10½:6½       | Михайло Чигорін | 10               | 6                | 1                | Кращий результат з 20 партій + тайбрейк                                     |
| 3 | 1890/91 | Нью-Йорк | Вільгельм Стейніц     | 10½:8½       | Ісидор Ґунсберґ | 6                | 4                | 9                | Кращий результат з 20 партій + тайбрейк                                     |
| 4 | 1892    | Гавана | Вільгельм Стейніц     | 10:10 (2½:½) | Михайло Чигорін | 8+2              | 8                | 4+1              | Кращий результат з 20 партій + тайбрейк                                     |
| 5 | 1894    | Нью-Йорк, Філадельфія Монреаль                                                                                      | Вільгельм Стейніц     | 7:12         | Емануель Ласкер | 5                | 10               | 4                | До 10 перемог                                                               |
| 6 | 1896/97 | Москва | Емануель Ласкер       | 12½:4½       | Вільгельм Стейніц | 10               | 2                | 5                | До 10 перемог                                                               |
| 7 | 1907    | Нью-Йорк, Філадельфія, Вашингтон, Балтімор, Чикаго, Мемфіс                                                          | Емануель Ласкер       | 11½:3½       | Френк Маршалл | 8                | 0                | 7                | До 8 перемог                                                                |
| 8 | 1908    | Дюссельдорф, Мюнхен                                                                                                 | Емануель Ласкер       | 10½:5½       | Зіґберт Тарраш | 8                | 3                | 5                | До 8 перемог                                                                |
| 9 | 1910    | Відень Берлін | Емануель Ласкер       | 5:5          | Карл Шлехтер | 1                | 1                | 8                | Кращий результат з 12 партій. Чемпіон зберігає своє звання у випадку нічиєї |
| 10 | 1910    | Берлін | Емануель Ласкер       | 9½:1½        | Давид Яновський | 8                | 0                | 3                | До 8 перемог                                                                |
| 11 | 1921    | Гавана | Емануель Ласкер       | 5:9          | Хосе Рауль Капабланка | 0                | 4                | 10               | Кращий результат з 24 партій                                                |
| 12 | 1927    | Буенос-Айрес | Хосе Рауль Капабланка | 15½:18½      | Олександр Алехін | 3                | 6                | 25               | До 6 перемог                                                                |
| 13 | 1929    | Вісбаден, Гайдельберг, Берлін Гаага                                                                                 | Олександр Алехін      | 15½:9½       | Юхим Боголюбов | 11               | 5                | 9                | До 6 перемог та 15 очок                                                     |
| 14 | 1934    | Баден-Баден, Філлінген-Швеннінген, Фрайбург, Пфорцгайм, Штутгарт, Мюнхен, Байройт, Бад-Кіссінген, Мангейм, Берлін   | Олександр Алехін      | 15½:10½      | Юхим Боголюбов | 8                | 3                | 15               | До 6 перемог та 15 очок                                                     |
| 15 | 1935    | Амстердам, Делфт, Роттердам, Утрехт, Гауда, Гаага, Гронінген, Барн, Гертогенбос, Ейндговен, Зейст, Ермело, Зандворт | Олександр Алехін      | 14½:15½      | Макс Ейве | 8                | 9                | 13               | До 6 перемог та 15 очок                                                     |
| 16 | 1937    | Амстердам, Делфт, Роттердам, Гаага, Гарлем, Лейден, Гронінген                                                       | Макс Ейве             | 9½:15½       | Олександр Алехін | 4                | 10               | 11               | До 6 перемог та 15 очок                                                     |
| Відсутність чемпіона світу (1946-1948) |         | |                       |              | |                  |                  |                  |                                                                             |
| Олександр Алехін помер у 1946 році в ранзі чемпіона світу |         | |                       |              | |                  |                  |                  |                                                                             |
| Чемпіонати світу ФІДЕ (1948-1993) |         | |                       |              | |                  |                  |                  |                                                                             |
| 17 | 1948    | Гаага Москва | Михайло Ботвинник     | 14 очок з 20 | Василь Смислов Пауль Керес Самуель Решевський Макс Ейве                                                                  | 10               | 2                | 8                | Коловий матч-турнір між 5 гравцями                                          |
| 18 | 1951    | Москва | Михайло Ботвинник     | 12:12        | Давид Бронштейн | 5                | 5                | 14               | Кращий результат з 24 партій                                                |
| 19 | 1954    | Москва | Михайло Ботвинник     | 12:12        | Василь Смислов | 7                | 7                | 10               | Кращий результат з 24 партій                                                |
| 20 | 1957    | Москва | Михайло Ботвинник     | 9½:12½       | Василь Смислов | 3                | 6                | 13               | Кращий результат з 24 партій                                                |
| 21 | 1958    | Москва | Василь Смислов        | 10½:12½      | Михайло Ботвинник | 5                | 7                | 11               | Кращий результат з 24 партій                                                |
| 22 | 1960    | Москва | Михайло Ботвинник     | 8½:12½       | Михайло Таль | 2                | 6                | 13               | Кращий результат з 24 партій                                                |
| 23 | 1961    | Москва | Михайло Таль          | 8:13         | Михайло Ботвинник | 5                | 10               | 6                | Кращий результат з 24 партій                                                |
| 24 | 1963    | Москва | Михайло Ботвинник     | 9½:12½       | Тигран Петросян | 2                | 5                | 15               | Кращий результат з 24 партій                                                |
| 25 | 1966    | Москва | Тигран Петросян       | 12½:11½      | Борис Спаський | 4                | 3                | 17               | Кращий результат з 24 партій                                                |
| 26 | 1969    | Москва | Тигран Петросян       | 10½:12½      | Борис Спаський | 4                | 6                | 13               | Кращий результат з 24 партій                                                |
| 27 | 1972    | Рейк'явік | Борис Спаський        | 8½:12½       | Роберт Фішер | 3                | 7                | 11               | Кращий результат з 24 партій                                                |
| 28 | 1975    | Маніла | Роберт Фішер          | —            | Анатолій Карпов | матч не відбувся | матч не відбувся | матч не відбувся | До 10 перемог                                                               |
| 29 | 1978    | Баґйо | Анатолій Карпов       | 16½:15½      | Віктор Корчной | 6                | 5                | 21               | До 6 перемог                                                                |
| 30 | 1981    | Мерано | Анатолій Карпов       | 11:7         | Віктор Корчной | 6                | 2                | 10               | До 6 перемог                                                                |
| 31 | 1984    | Москва | Анатолій Карпов       | 25:23        | Гаррі Каспаров | 5                | 3                | 40               | До 6 перемог                                                                |
| 32 | 1985    | Москва | Анатолій Карпов       | 11:13        | Гаррі Каспаров | 3                | 5                | 16               | Кращий результат з 24 партій                                                |
| 33 | 1986    | Лондон Ленінград | Гаррі Каспаров        | 12½:11½      | Анатолій Карпов | 5                | 4                | 15               | Кращий результат з 24 партій                                                |
| 34 | 1987    | Севілья | Гаррі Каспаров        | 12:12        | Анатолій Карпов | 4                | 4                | 16               | Кращий результат з 24 партій                                                |
| 35 | 1990    | Нью-Йорк Ліон | Гаррі Каспаров        | 12½:11½      | Анатолій Карпов | 4                | 3                | 17               | Кращий результат з 24 партій                                                |
| Чемпіонати світу за версією ПША (1993-2006) |         | |                       |              | |                  |                  |                  |                                                                             |
| У 1993 році діючий чемпіон світу ФІДЕ Гаррі Каспаров та претендент Найджел Шорт повідомили про своє рішення зіграти матч в рамках іншої шахової організації — ПША (професійна шахова асоціація)                                                                                     |         | |                       |              | |                  |                  |                  |                                                                             |
| 1 | 1993    | Лондон | Гаррі Каспаров        | 12½:7½       | Найджел Шорт | 6                | 1                | 13               | Кращий результат з 24 партій                                                |
| 2 | 1995    | Нью-Йорк | Гаррі Каспаров        | 10½:7½       | Вішванатан Ананд | 4                | 1                | 13               | Кращий результат з 20 партій                                                |
| 3 | 2000    | Лондон | Гаррі Каспаров        | 6½:8½        | Володимир Крамник | 0                | 2                | 13               | Кращий результат з 16 партій                                                |
| 4 | 2004    | Бріссаго | Володимир Крамник     | 7:7          | Петер Леко | 2                | 2                | 10               | Кращий результат з 14 партій                                                |
| Чемпіонати світу за версією ФІДЕ (1993-2006) |         | |                       |              | |                  |                  |                  |                                                                             |
| Після переходу діючого чемпіона світу Гаррі Каспарова до ПША, ФІДЕ позбавило його титулу чемпіона світу. Новим чемпіоном у 1993 році став Анатолій Карпов. З 1996 року ФІДЕ змінило правило проведення чемпіонатів світу: діючий чемпіон більше не допускався до фіналу автоматично |         | |                       |              | |                  |                  |                  |                                                                             |
| 36 (1) | 1993    | Зволле, Амстердам, Арнем Джакарта                                                                                   | Анатолій Карпов       | 12½:8½       | Ян Тімман | 6                | 2                | 13               | Кращий результат з 24 партій                                                |
| 37 (2) | 1996    | Еліста | Анатолій Карпов       | 10½:7½       | Гата Камський | 6                | 3                | 9                | Кращий результат з 20 партій                                                |
| 38 (3) | 1998    | Гронінген Лозанна                                                                                                   | Анатолій Карпов       | 3:3 (2:0)    | Вішванатан Ананд | 2+2              | 2                | 2                | Нокаут-турнір кращий результат з 6 партій + тайбрейк                        |
| 39 (4) | 1999    | Лас-Вегас | Олександр Халіфман    | 3½:2½        | Володимир Акопян | 2                | 1                | 3                | Нокаут-турнір кращий результат з 6 партій + тайбрейк                        |
| 40 (5) | 2000    | Нью-Делі Тегеран | Вішванатан Ананд      | 3½:½         | Олексій Широв | 3                | 0                | 1                | Нокаут-турнір кращий результат з 6 партій + тайбрейк                        |
| 41 (6) | 2002    | Москва | Руслан Пономарьов     | 4½:2½        | Василь Іванчук | 2                | 0                | 5                | Нокаут-турнір кращий результат з 6 партій + тайбрейк                        |
| 42 (7) | 2004    | Триполі | Рустам Касимджанов    | 4½:3½        | Майкл Адамс | 3                | 2                | 3                | Нокаут-турнір кращий результат з 6 партій + тайбрейк                        |
| 43 (8) | 2005    | Сан-Луїс | Веселін Топалов       | 10 очок з 14 | Вішванатан Ананд Петер Леко Петро Свідлер Юдіт Полгар Майкл Адамс Олександр Морозевич Рустам Касимджанов                 | 6                | 0                | 10               | Коловий матч-турнір між 8 гравцями                                          |
| Чемпіонати світу (2006-) |         | |                       |              | |                  |                  |                  |                                                                             |
| 48 | 2006    | Еліста | Володимир Крамник     | 6:6 (2½:1½)  | Веселін Топалов | 3+2              | 3+1              | 6+1              | Кращий результат з 12 партій + тайбрейк                                     |
| 49 | 2007    | Мехіко | Володимир Крамник     | 8 очок з 14  | Вішванатан Ананд (9 очок з 14) Борис Гельфанд Петро Свідлер Петер Леко Левон Аронян Олександр Морозевич Олександр Грищук | 3                | 1                | 10               | Коловий матч-турнір між 8 гравцями                                          |
| 50 | 2008    | Бонн | Вішванатан Ананд      | 6½:4½        | Володимир Крамник | 3                | 1                | 7                | Кращий результат з 12 партій + тайбрейк                                     |
| 51 | 2010    | Софія | Вішванатан Ананд      | 6½:5½        | Веселін Топалов | 3                | 2                | 7                | Кращий результат з 12 партій + тайбрейк                                     |
| 52 | 2012    | Москва | Вішванатан Ананд      | 6:6 (2½:1½)  | Борис Гельфанд | 1+1              | 1                | 10+3             | Кращий результат з 12 партій + тайбрейк                                     |
| 53 | 2013    | Ченнаї | Вішванатан Ананд      | 3½:6½        | Магнус Карлсен | 0                | 3                | 7                | Кращий результат з 12 партій + тайбрейк                                     |
| 54 | 2014    | Сочі | Магнус Карлсен        | 6½:4½        | Вішванатан Ананд | 3                | 1                | 7                | Кращий результат з 12 партій + тайбрейк                                     |
| 55 | 2016    | Нью-Йорк | Магнус Карлсен        | 6:6 (3:1)    | Сергій Карякін | 1+2              | 1                | 10+2             | Кращий результат з 12 партій + тайбрейк                                     |
| 56 | 2018    | Лондон | Магнус Карлсен        | 6:6 (3:0)    | Фабіано Каруана | 0+3              | 0                | 12               | Кращий результат з 12 партій + тайбрейк                                     |
| 57 | 2021    | Дубай | Магнус Карлсен        | 7½:3½        | Ян Непомнящий | 4                | 0                | 7                | Кращий результат з 14 партій + тайбрейк                                     |
| 58 | 2023    | Астана | Ян Непомнящий         | 7:7(1½:2½)   | Дін Ліжень | 3                | 3+1              | 8+3              | Кращий результат з 14 партій + тайбрейк                                     |
| 59 | 2024    | Сінгапур | Дін Ліжень            | 6½:7½        | Гукеш Доммараджу | 2                | 3                | 9                | Кращий результат з 14 партій + тайбрейк                                     |

## Рекорди
- Найдовше титулом володів Емануїл Ласкер — 27 років (1894—1921).
- Наймолодший чемпіон:
  - за версією ФІДЕ (коли титул був розділений) — Руслан Пономарьов, який у січні 2002 року здобув звання у віці 18 років і 3 місяці.
  - єдиний титул — Гукеш Доммараджу, який у грудні 2024 року здобув звання у віці 18 років і 6 місяців.
- Найстарший чемпіон — Вільгельм Стейніц, який у травні 1894 року втратив звання у віці 58 років.
- Найдовший матч — Карпов — Каспаров 1984—1985 років, який тривав 48 партій і майже 5 місяців.
- Найдовша партія:
  - єдиний титул — Карлсен — Непомнящий (2021) — 136 ходів
  - за версією ФІДЕ (коли титул був розділений) — Гельфанд — Свідлер (2001—2002) [Архівовано 10 листопада 2018 у Wayback Machine.] — 129 ходів